# Dickens (Teksas)
Dickens – miasto w Stanach Zjednoczonych, w stanie Teksas, w hrabstwie Dickens. W 2000 roku liczyło 332 mieszkańców.